# American Beauty
Az 1970-es American Beauty a  Grateful Dead amerikai rockegyüttes ötödik nagylemeze. Az album folytatta a Workingman’s Dead-re jellemző folk-rock és country rock hangzást. A dalszövegek nagy részét Robert Hunter írta.
2003-ban az album 258. lett a Rolling Stone magazin Minden idők 500 legjobb albuma listáján. Szerepel az 1001 lemez, amit hallanod kell, mielőtt meghalsz című könyvben.
A borító fedőlapján látható American Beauty írás egy ambigramma: American Reality-nek is olvasható.

## Az album dalai
|     | Cím                    | Szerző(k)                         | Hossz |
| --- | ---------------------- | --------------------------------- | ----- |
| 1.  | Box of Rain            | Robert Hunter, Phil Lesh          | 5:18  |
| 2.  | Friend of the Devil    | Jerry Garcia, John Dawson, Hunter | 3:24  |
| 3.  | Sugar Magnolia         | Bob Weir, Hunter                  | 3:19  |
| 4.  | Operator               | Ron McKernan                      | 2:25  |
| 5.  | Candyman               | Garcia, Hunter                    | 6:14  |
| 6.  | Ripple                 | Garcia, Hunter                    | 4:09  |
| 7.  | Brokedown Palace       | Garcia, Hunter                    | 4:09  |
| 8.  | Till the Morning Comes | Garcia, Hunter                    | 3:08  |
| 9.  | Attics of My Life      | Garcia, Hunter                    | 5:12  |
| 10. | Truckin'               | Garcia, Lesh, Weir, Hunter        | 5:03  |

## Helyezések és eladási minősítések

### Album
| Év   | Lista         | Helyezés |
| ---- | ------------- | -------- |
| 1971 | Billboard 200 | 30       |

| Év   | Kislemez | Lista             | Helyezés |
| ---- | -------- | ----------------- | -------- |
| 1971 | Truckin' | Billboard Hot 100 | 64       |

### Eladási minősítések
| Szervezet  | Minősítés     | Dátum               |
| ---------- | ------------- | ------------------- |
| RIAA – USA | arany         | 1974. július 11.    |
| RIAA – USA | platina       | 1986. október 13.   |
| RIAA – USA | dupla platina | 2001. augusztus 24. |

## Közreműködők

### Grateful Dead
- Jerry Garcia – gitár, pedal steel gitár a Sugar Magnolia-n, a Candymanen és a Brokedown Palace-en, zongora a Box of Rain-en, ének
- Mickey Hart – ütőhangszerek
- Robert Hunter – dalszövegek
- Phil Lesh – basszusgitár, akusztikus gitár a Box of Rain-en, zongora, vokál, ének a Box of Rain-en
- Bill Kreutzmann – dob
- Ron "Pigpen" McKernan – szájharmonika, ének az Operatoron
- Bob Weir – gitár, vokál, ének a Sugar Magnolia és Truckin' dalokon

### További zenészek
- David Grisman – mandolin a Friend of the Devil-en és a Ripple-ön
- David Nelson – elektromos gitár a Box of Rain-en
- Ned Lagin – zongora a Candymanen
- New Riders of the Purple Sage
- Dave Torbert – basszusgitár a Box of Rain-en
- Howard Wales – orgona a Candymanen és a Truckin'-on, zongora a Brokedown Palace-en

## Fordítás
Ez a szócikk részben vagy egészben az American Beauty (album) című angol Wikipédia-szócikk ezen változatának fordításán alapul.  Az eredeti cikk szerkesztőit annak laptörténete sorolja fel. Ez a jelzés csupán a megfogalmazás eredetét és a szerzői jogokat jelzi, nem szolgál a cikkben szereplő információk forrásmegjelöléseként.